# Academia Charlot
La Academia Charlot es una escuela de actuación colombiana fundada en 1989 por el dramaturgo y director Jaime Botero Gómez. Durante su trayectoria ha formado a reconocidos actores de la escena nacional como Danilo Santos, Aura Cristina Geithner, Andrea Guzmán y Carolina Ramírez.

## Historia
La Academia Charlot nació en 1989 a raíz de una iniciativa de Jaime Botero Gómez, actor, dramaturgo, libretista y director colombiano en la ciudad de Bogotá. Botero se desempeñó como director de la academia hasta el día de su fallecimiento en 1994. La escuela siguió en funcionamiento de la mano de su esposa Yadira Chaves y su hija María Cecilia Botero, ofreciendo especialidades escénicas y talleres de formación diseñados por el realizador colombopolaco Pawel Nowicki.
En el año 2016 la academia abrió sus puertas en la ciudad de Medellín. Durante su trayectoria ha formado a reconocidos actores como Danilo Santos, Aura Cristina Geithner, Andrea Guzmán, Sebastián Vega, Norma Nivia, Adriana Ricardo y Carolina Ramírez.

## Estudiantes notables
- Danilo Santos
- Aura Cristina Geithner
- Andrea Guzmán
- Sebastián Vega
- Sebastián Martínez
- Sebastián Rendón
- Norma Nivia
- Adriana Ricardo
- Carolina Ramírez
- Rosemary Bohórquez
- Katty Rangel
- Natalia Ramírez
- Gregorio Pernía
- Mónica Gómez
- Steven Salme
- Luigi Aycardi
- Xilena Aycardi
- Felipe Calero
- Aco Pérez
- Geovanni Guzman
- Rafael Pedroza
- David Velez
- Carlos Castro Beltran
- José Luis Vargas
- Jorge  Alberto Muñoz
- Fabián Mendoza
- Carlos Hurtado
- Haydée Ramírez
- Pedro Rendón
- Camilo Sáenz
- Tiberio Cruz
- Juan Diego Sánchez
- Aída Morales
- Luis Fernando Hoyos
- Lucas Velázquez
- Luis Carlos Fuquen
- Sofía Blanchet
- Alejandro Estrada
- Juan Carlos Vargas
- Ana María Jaraba